# Renault Supercinq
Pour les articles homonymes, voir Renault 5 et R5.
La Renault 5 de deuxième génération, plus communément appelée Renault Supercinq, référencée "Super 5" par l'UTAC-OTC., est une automobile 5 places produite par Renault de 1984 à 1996, qui a remplacé la Renault 5 de première génération. Elle est la voiture la plus vendue en France de 1986 à 1989 devant sa principale rivale la Peugeot 205. Supplée en juin 1990 par la Renault Clio, elle est produite jusqu'en décembre 1996.

## Historique
La deuxième génération de Renault 5, qui est appelée communément Supercinq, apparaît en septembre 1984, d'abord en version trois portes puis en version cinq portes à partir de mai 1985. Une des particularités de la cinq portes est qu'elle voit son empattement rallongé de 6 centimètres par rapport à la déclinaison trois portes dans le but d'offrir une meilleure habitabilité aux places arrière.
Bien que très proche esthétiquement parlant de la Renault 5 originelle, la Super 5 ne reprend aucun élément de carrosserie de sa devancière. Ses lignes sont l'œuvre du designer Marcello Gandini.
À la suite de la berline, d'autres déclinaisons verront le jour, notamment un dérivé utilitaire, l'Express, qui sera produit jusqu'en 2000, ainsi que deux variantes cabriolet : une première, produite par le carrossier belge Ernst Berg Systems (nl) (EBS), puis une seconde, à partir de 1989, une sorte de pick-up d'abord assemblé par le carrossier Car Systeme, puis par le carrossier français Gruau et nommé « Belle Île ». La production régulière se faisait dans les usines de Flins, Billancourt et Dieppe, en France, ainsi qu'à Vilvorde (Belgique), Valladolid (Espagne), Setúbal (Portugal) et Novo mesto (Slovénie).

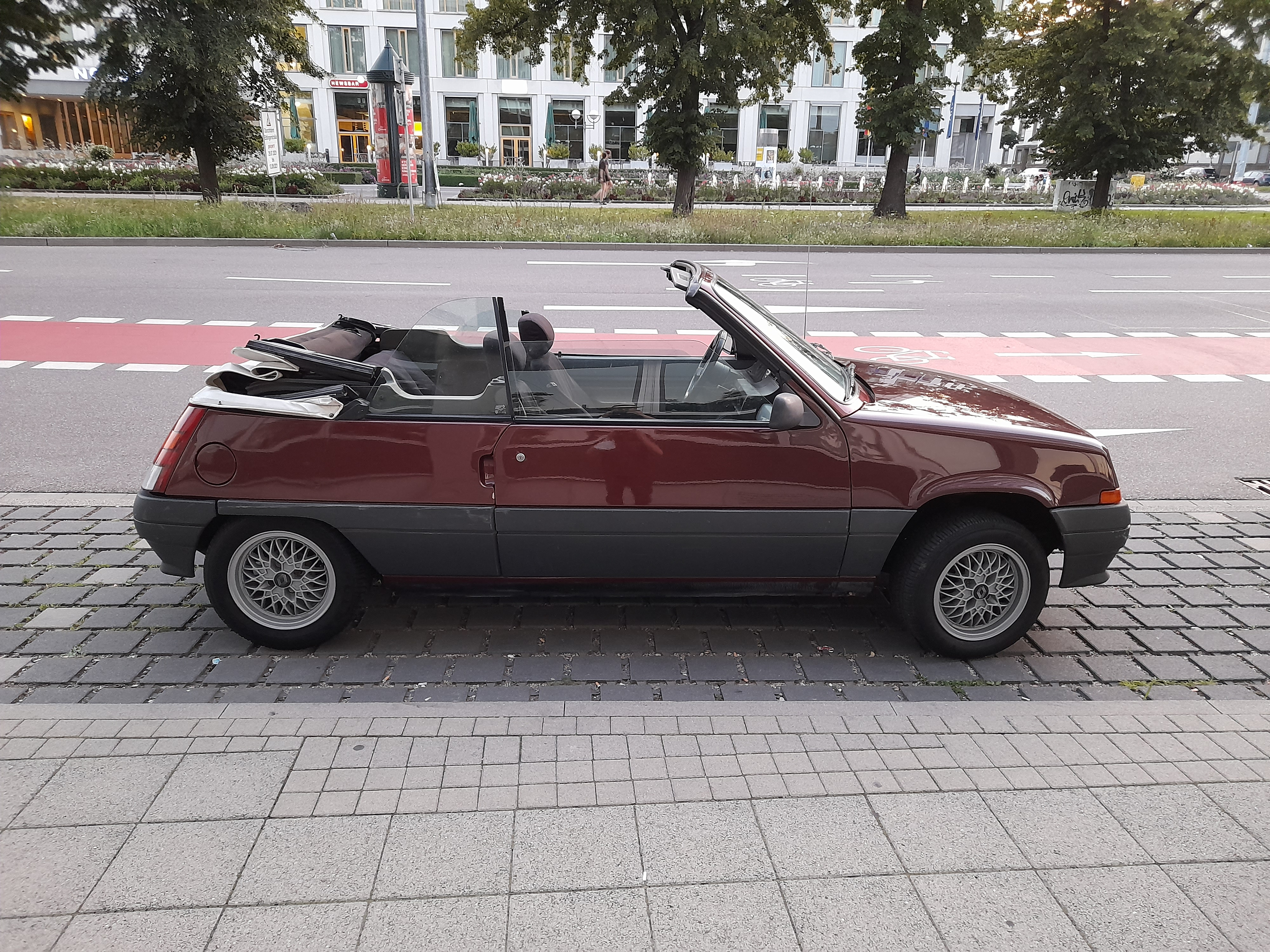
Cabriolet Supercing produit par Ernst Berg Systems.

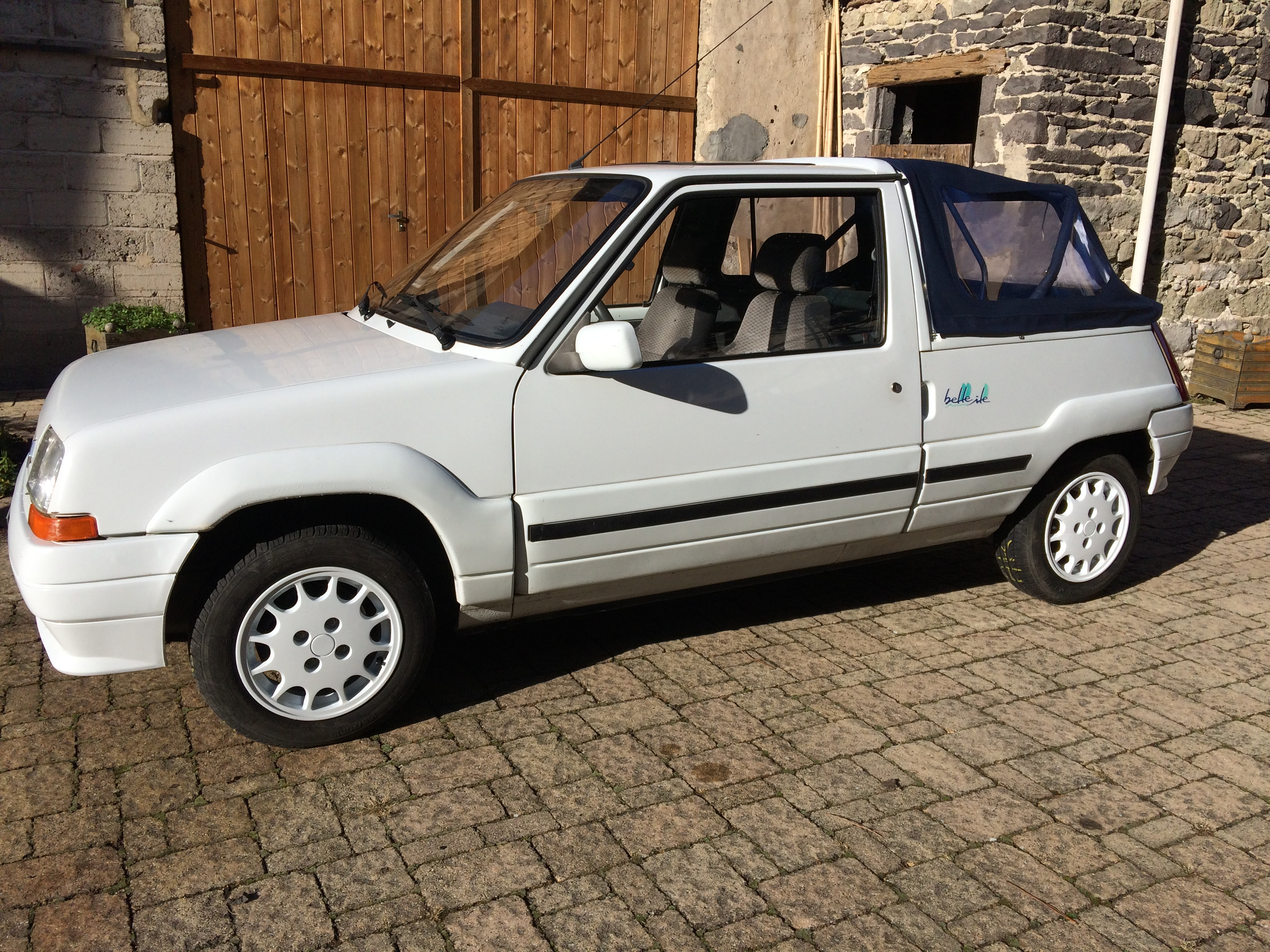
Super 5 Belle-Ile Carrossée par GRUAU

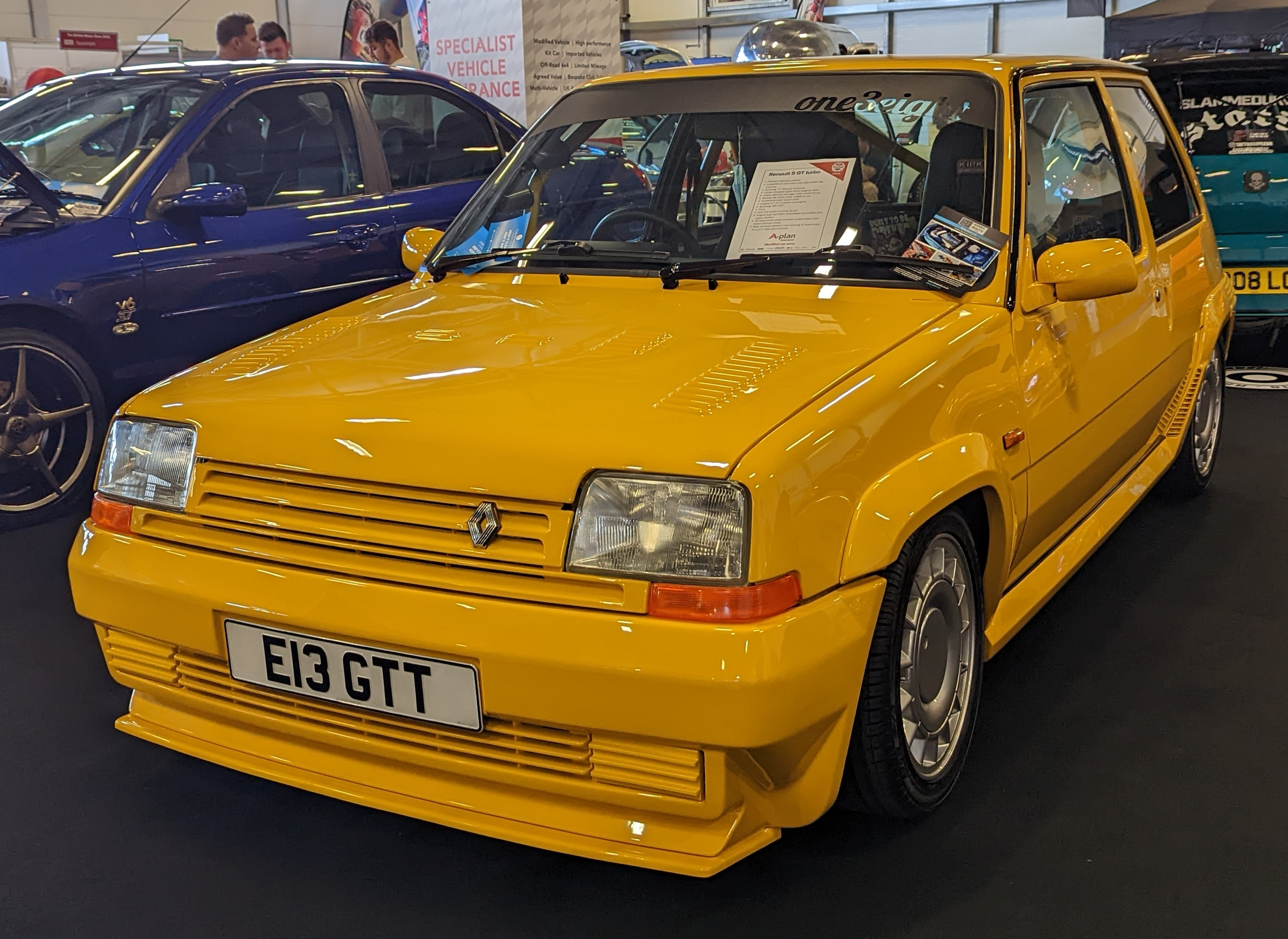
Renault Super 5 GT Turbo 1991

À la mi-1985, la Super 5 GT Turbo succède aux Renault 5 Alpine et Turbo dans le rôle de la petite sportive. Concurrente directe de la 205 GTI, ainci que de l'AX GTI, la GT Turbo connaîtra un succès appréciable durant ses 6 ans de carrière. Sous le capot prend place un 1.4 Turbo de 115 ch, une puissance jugée modeste qui sera modifiée lors du restylage de l'auto pour le millésime 87-88. Au même moment, les finitions L et TL disparaissent du catalogue, au profit des finitions C, TC et GTL lancées en janvier. En fin d'année, le moteur diesel fait son apparition avec les finitions TD et GTD, ces dernières arboreront une calandre spécifique plus "ouverte". La même année, on fête déjà la 500 000 ème Super 5 produite.
En avril 1987, la Supercinq Five est lancée, elle est la nouvelle entrée de gamme. Elle gagne une nouvelle calandre, de nouveaux boucliers avant et arrière, au dessin plus moderne, et perd les protections latérales (disponible en option), cependant elle arborera un stripping latéral spécifique. Hormis ces dernières, la présentation de la Five n'était qu'un avant-goût de la Phase 2, lancée deux mois plus tard, avec un remaniement de la gamme au passage. Les versions C, TC, GL, TS, TSE et GTL sont abandonnées au profit de nouvelles appellations SL, SD, TL, TR et GTR. Les finitions à moteur diesel ainsi que les GTS et Automatic sont conservées telles qu'elles. Deux autres modèles font leur apparition : la GTX, une Supercinq dotée d'un « moteur F » de 1.7, d'une présentation extérieure plus soignée et d'un équipement enrichi, et la Baccara, qui en reprend une bonne partie de la présentation extérieure. Ce modèle au traitement luxueux permet de lancer la Supercinq sur le segment des citadines de luxe, avec deux motorisations (1.4 BVA ou 1.7 BVM, toutes deux munies de carburateurs Double Corps). L'extérieur est soigné et l'intérieur bénéficie d'une sellerie cuir et d'un équipement complet qui tranche avec la rusticité des modèles de base. Pour la rendre plus exclusive, Renault propose la Baccara au même prix que la GT turbo. Cette dernière voit par ailleurs la puissance de son moteur passer de 115 à 120 ch.
En 1989, en prévision du lancement imminent de la Renault Clio, la gamme Supercinq évolue encore. Désormais, toutes les finitions sont accolées du nom de "Saga", hormis les Baccara, GT turbo et Five, et les SL/SD disparaissent. Pour compenser le manque d'une finition d'entrée de gamme diesel, la FiveD est lancée. Concernant les finitions "Saga", l'équipement s'enrichit légèrement, notamment sur les finitions de base. En juin 1990, la Supercinq est officiellement remplacée par la Renault Clio. Plutôt que de disparaitre purement et simplement, la Supercinq reste au catalogue de Renault en tant que véhicule d'accès, puis en tant que véhicule intermédiaire à mi-chemin entre la Clio I et la Twingo I. La gamme est alors épurée et seule reste au catalogue la finition Five. Dépouillée et avec un tableau de bord minimaliste d'Express, elle est disponible en motorisation essence ou diesel.
Pour égayer la gamme et maintenir les ventes, les séries spéciales ou limitées vont se multiplier, avec notamment la Campus en décembre 1990 (série 1) et février 1992 (série 2), la Carte Jeune en juin 1991 et la fameuse Saga, qui fait son grand retour en juin 1994. Dotée d'un équipement enrichi par rapport à la Five, avec notamment des vitres teintées, un autoradio et une peinture métallisée en option, elle sera ensuite intégrée à la gamme et accompagnera la Super 5 jusqu'à la fin. En parallèle, la production de la Supercinq se poursuit, uniquement en Slovénie. À l'occasion des normes anti-pollution de 1993, la Super 5 est équipée d'un nouveau moteur à partir de décembre 1992, le C3J (1 390 cm3, 60ch, à injection mono-point et catalyseur). À cette occasion, le moteur diesel disparaît des catalogues de voitures particulières, mais reste disponible sur la version société.
Le 7 mars 1996, Renault annonce la fin de la production de la Super 5, avec le lancement d'une ultime série limitée : la Bye-Bye. Limitée à 12 000 exemplaires, cette version vient clore le chapitre R5, qui laisse définitivement sa place à la fringante Clio. La fabrication s'arrête définitivement au mois de décembre, après plus de 3 millions d'exemplaires construits.
En 2022, Renault décide de recréer une voiture s’appelant Renault 5 qui reprend le style de la Renault 5 et Supercinq, mais qui sera uniquement en 4 portes et entièrement électrique.

## Technique
Par rapport à la Renault 5 qu'elle remplace, la Supercinq est nettement plus moderne et délaisse la base technique de la R4, pour une plateforme dérivée des Renault 9 et 11. Renault a en effet opéré plusieurs changements structurels, le plus important étant le placement transversal du moteur, solution reprise directement des R9 et R11.
Cependant, en remplacement du train avant à doubles triangles superposés et barre de torsion qui dotait la R5, Renault fait appel à une suspension plus traditionnelle de type « pseudo-MacPherson » (triangle inférieur et combiné ressorts hélicoïdaux/amortisseurs faisant office de jambe de force).
Le moteur Cléon-Fonte, conçu par l'ingénieur René Vuaillat, est apparu sur la Renault Floride S et sur la Renault 8. Ce dernier sera présent jusqu'au Clio I et Twingo I.
Des moteurs Diesel 1,6 litre et 1,9 litre (le second étant uniquement disponible sur l'utilitaire Express) étaient disponibles.
Motorisations Phase 1 (1984-1987)
| Modèle                   | Années de production | Moteur  | Cylindrée (cm3) | Puissance max. (ch) | Couple max. (kgf m) | Vitesse max. (km/h) | 0-100 km/h (secondes) | Carburant | Vitesses |
| ------------------------ | -------------------- | ------- | --------------- | ------------------- | ------------------- | ------------------- | --------------------- | --------- | -------- |
| Supercinq C, TC          | 1985 - 1987          | C1C-700 | 956             | 42 à 5 750 tr/min   | 6,6 à 3 000 tr/min  | 137                 | 19,3                  | Essence   | 4        |
| Supercinq L, TL, GL, GTL | 1984 - 1985          | C1E-750 | 1 108           | 47 à 5 250 tr/min   | 8,2 à 2 500 tr/min  | 143                 | 16,0                  | Essence   | 4/5      |
| Supercinq GTL            | 1984 - 1987          | C1J-768 | 1 397           | 60 à 5 250 tr/min   | 10,6 à 2 500 tr/min | 158                 | 14,0                  | Essence   | 5        |
| Supercinq Automatic      | 1985 - 1987          | C2J-781 | 1 397           | 68 à 5 250 tr/min   | 10,8 à 2 500 tr/min | 154                 | 16,5                  | Essence   | 3        |
| Supercinq GTS, TS, TSE   | 1985 - 1987          | C2J-780 | 1 397           | 72 à 5 750 tr/min   | 10,8 à 2 500 tr/min | 167                 | 11,5                  | Essence   | 5        |
| Supercinq GT Turbo       | 1985 - 1987          | C1J-782 | 1 397           | 115 à 5 750 tr/min  | 16,8 à 3 750 tr/min | 201                 | 8,0                   | Essence   | 5        |
| Supercinq TD, GTD        | 1985 - 1987          | F8M-720 | 1 595           | 55 à 4 800 tr/min   | 10,4 à 2 250 tr/min | 150                 | 16,5                  | Diesel    | 5        |

Motorisations Phase 2 (1987-1996)
| Modèle                                 | Années de production | Moteur  | Cylindrée (cm3) | Puissance max. (ch) | Couple max. (kgf m) | Vitesse max. (km/h) | 0-100 km/h (secondes) | Carburant         | Vitesses |
| -------------------------------------- | -------------------- | ------- | --------------- | ------------------- | ------------------- | ------------------- | --------------------- | ----------------- | -------- |
| Supercinq Five, SL, TL, Belle-île      | 1987 - 1992          | C1E-400 | 1 108           | 47 à 5 250 tr/min   | 8,2 à 2 500 tr/min  | 143                 | 16,0                  | Essence           | 4/5      |
| Supercinq SR, TR, GTR                  | 1987 - 1990          | C1G-720 | 1 237           | 55 à 5 250 tr/min   | 9,2 à 2 500 tr/min  | 155                 | 14,3                  | Essence           | 4/5      |
| Supercinq Five, Saga, Bye Bye          | 1993 - 1996          | C3J-760 | 1 390           | 60 à 5 250 tr/min   | 10,4 à 2 500 tr/min | 158                 |                       | Essence injection | 5        |
| Supercinq GTS                          | 1987-1990            | C2J-700 | 1 397           | 68 à 5 250 tr/min   | 10,8 à 2 500 tr/min | 165                 | 12,2                  | Essence           | 5        |
| Supercinq Automatic, Baccara Automatic | 1987 - 1991          | C2J-781 | 1 397           | 68 à 5 250 tr/min   | 10,8 à 2 500 tr/min | 154                 | 16,5                  | Essence           | 3        |
| Supercinq GTX, Baccara                 | 1987 - 1990          | F2N-740 | 1 721           | 90 à 5 500 tr/min   | 14,1 à 3 500 tr/min | 184                 | 9,4                   | Essence           | 5        |
| Supercinq GT Turbo                     | 1988 - 1991          | C1J-788 | 1 397           | 120 à 5 750 tr/min  | 16,8 à 3 750 tr/min | 204                 | 8,0                   | Essence           | 5        |
| Supercinq Five D, SD, TD, GTD          | 1987 - 1989          | F8M-400 | 1 595           | 55 à 4 800 tr/min   | 9 à 2 250 tr/min    | 150                 | 16,5                  | Diesel            | 5        |

- Longueur : 3,59 m en 3 portes, 3,65 m en 5 portes
- Largeur : 1,52 m
- Hauteur : 1,40 m
- Masse : à partir de 730 kg (moteur 996 cm3 essence)

C'est l'une des rares voitures de grande série possédant trois empattements différents (3 portes, 5 portes et fourgonnette Express).
Il existe également une variante sportive, dans la mouvance des GTI, la version GT Turbo.
Entre 1972, début de la première génération, et la fin de production de la Supercinq, la voiture passe de 730 à 970 kg. Le Cx est de 0,36.
La Supercinq existe aussi dans une version fourgonnette dérivée nommée Express, qui a pris la succession de l'ancienne Renault 4 fourgonnette. Les principales concurrentes de l'Express sont la Citroën C15, dérivée de la Visa, et la Peugeot 205 F.

## Galerie

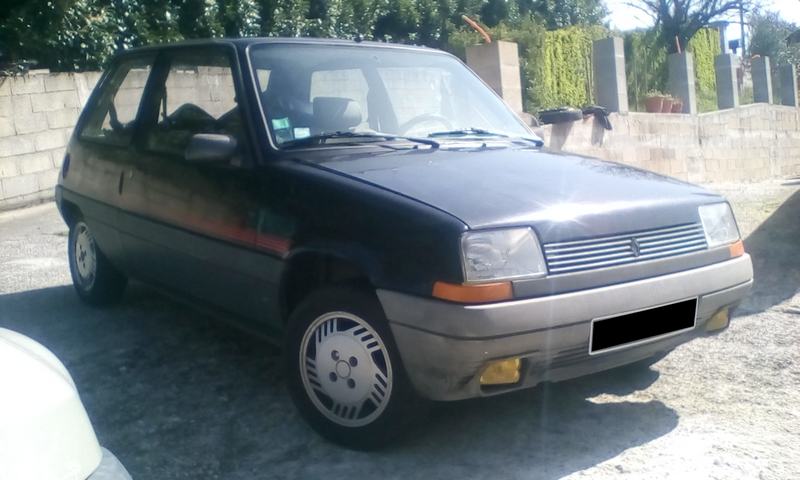
Renault Super 5 TS Option Jante Alliage
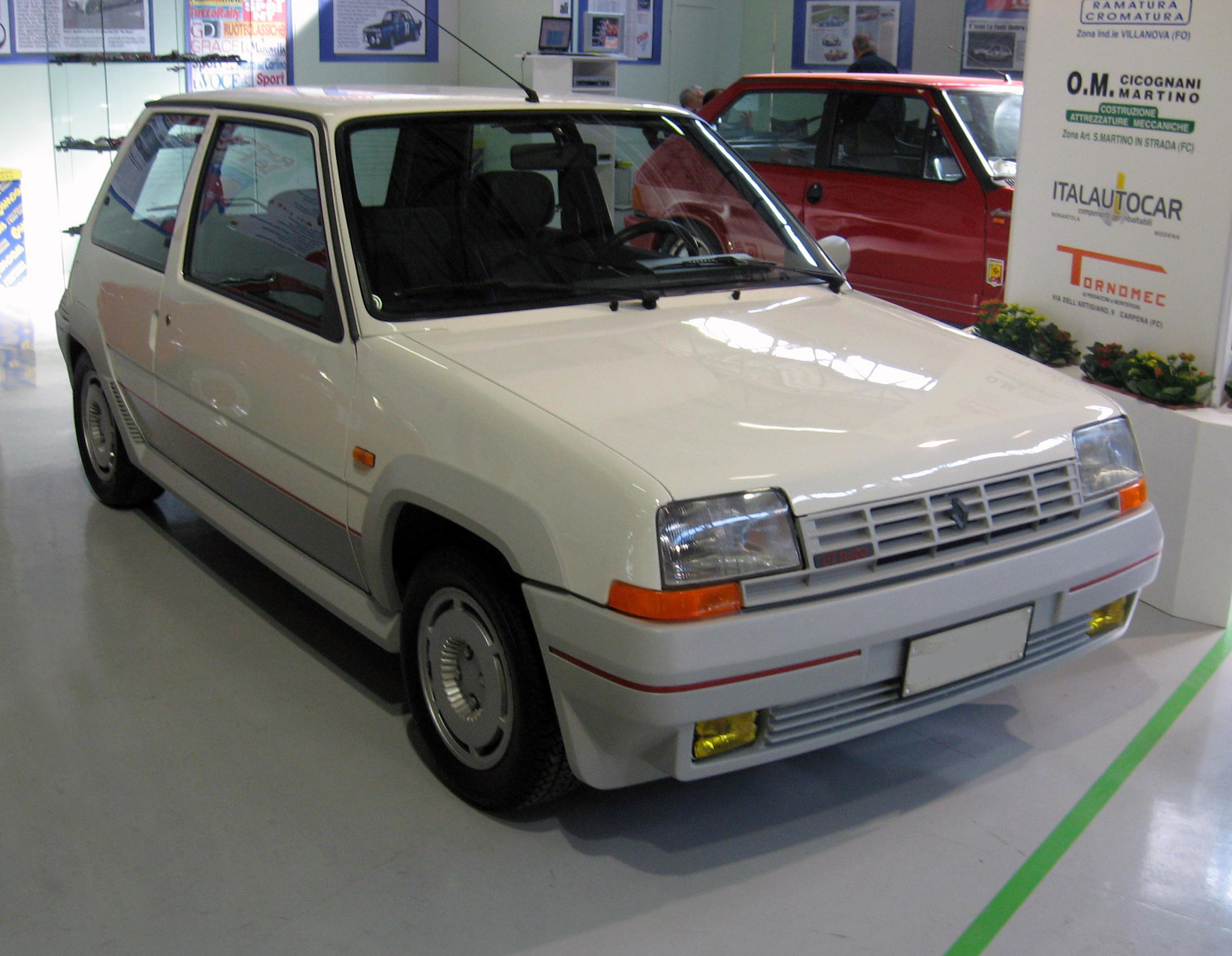
Renault Super 5 GT Turbo phase 1
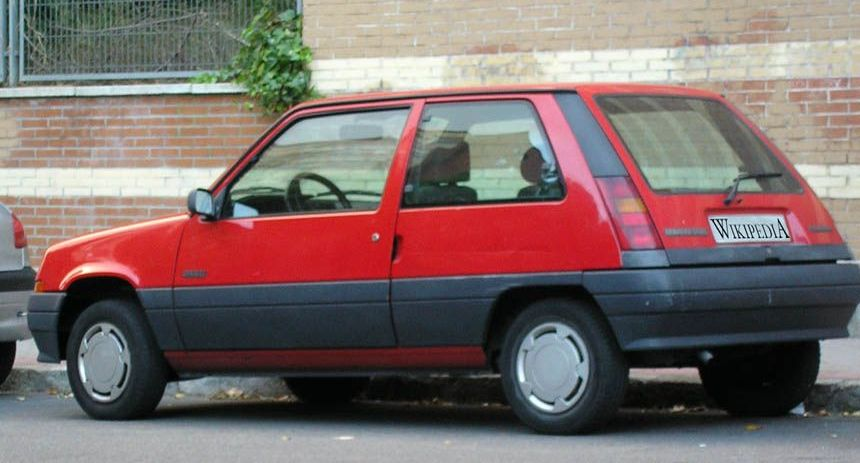
La face arrière de la SuperCinq est directement inspirée de celle de la Renault 5
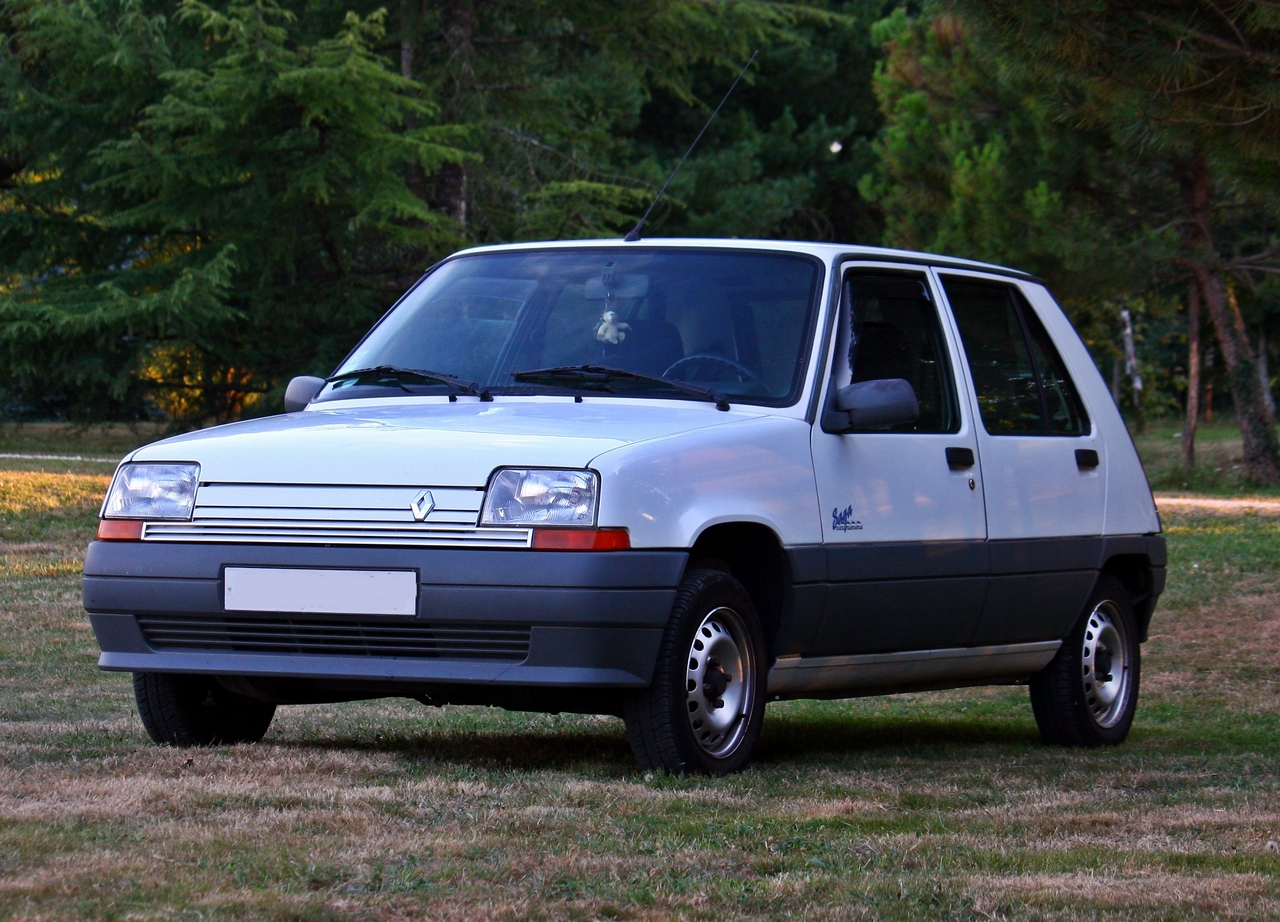
La face avant rappelle avec une légère modernisation celle de la Renault 5
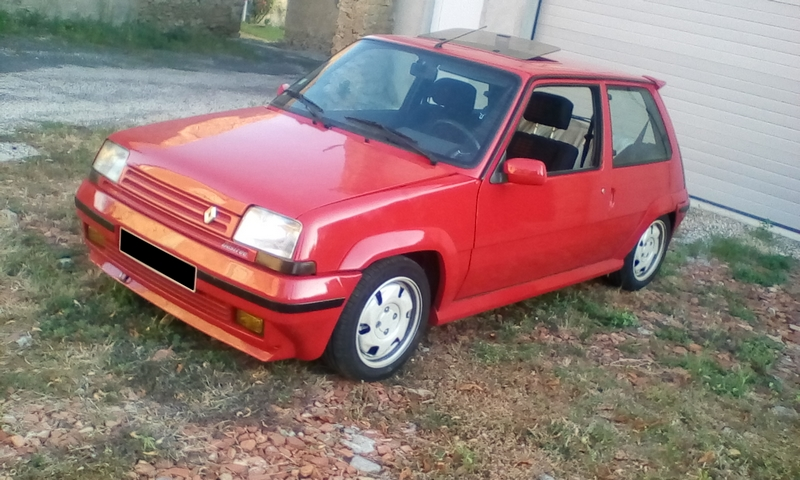
Renault Super 5 GT Turbo Ph2

Les modifications apportées par le re-stylage de 1987
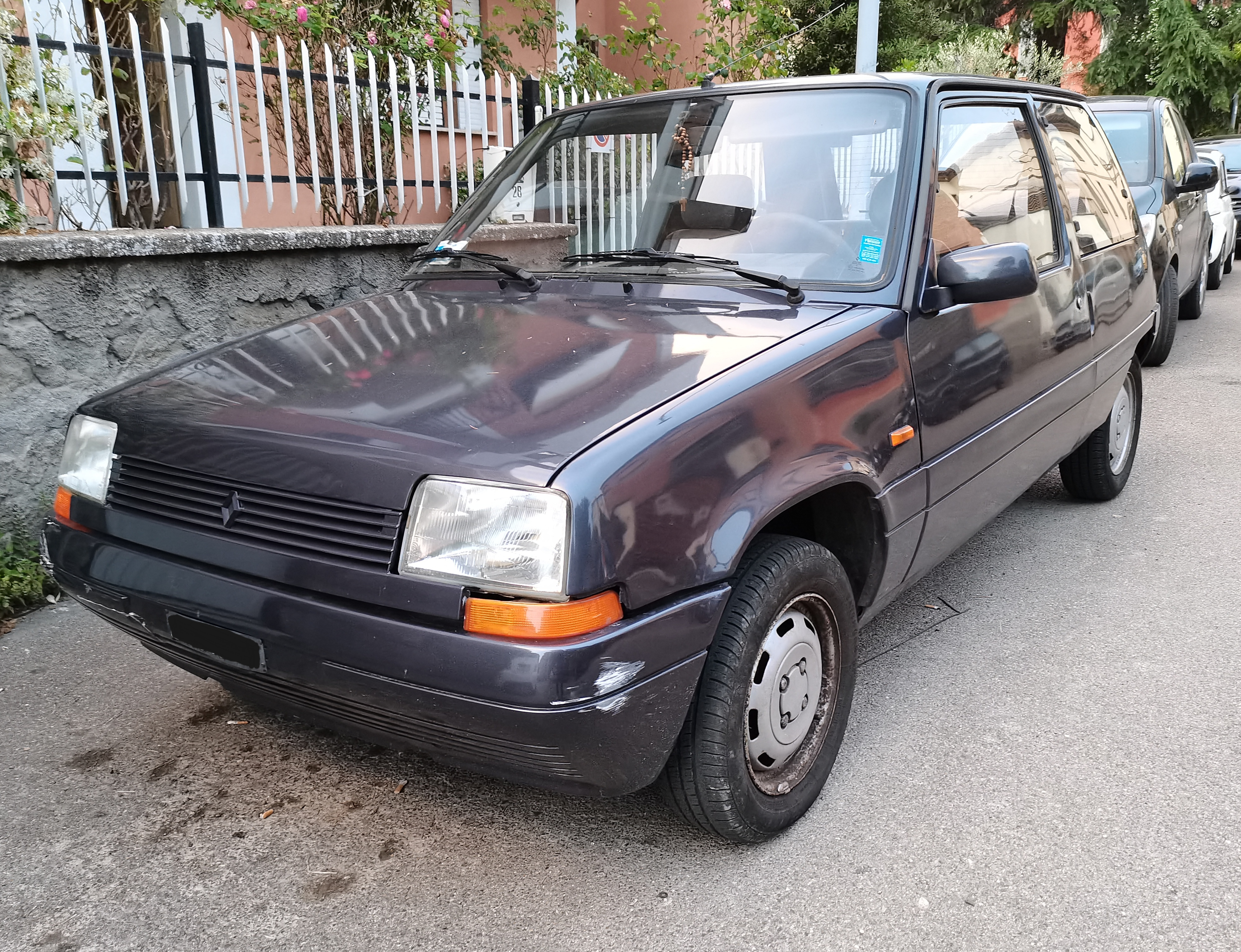
Avant 1987 : calandre motorisations "essence", logo central et bouclier sans spoiler
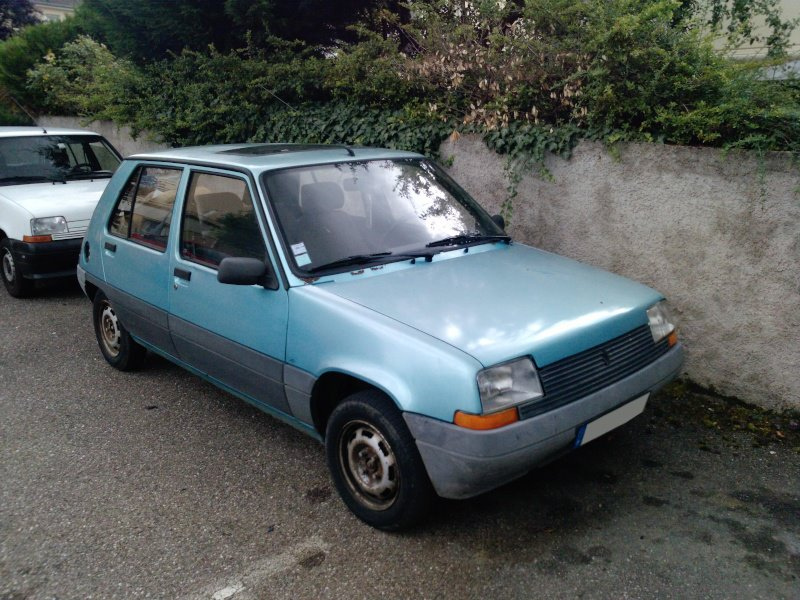
Avant 1987 : calandre Diesel "ouverte", logo central et bouclier sans spoiler
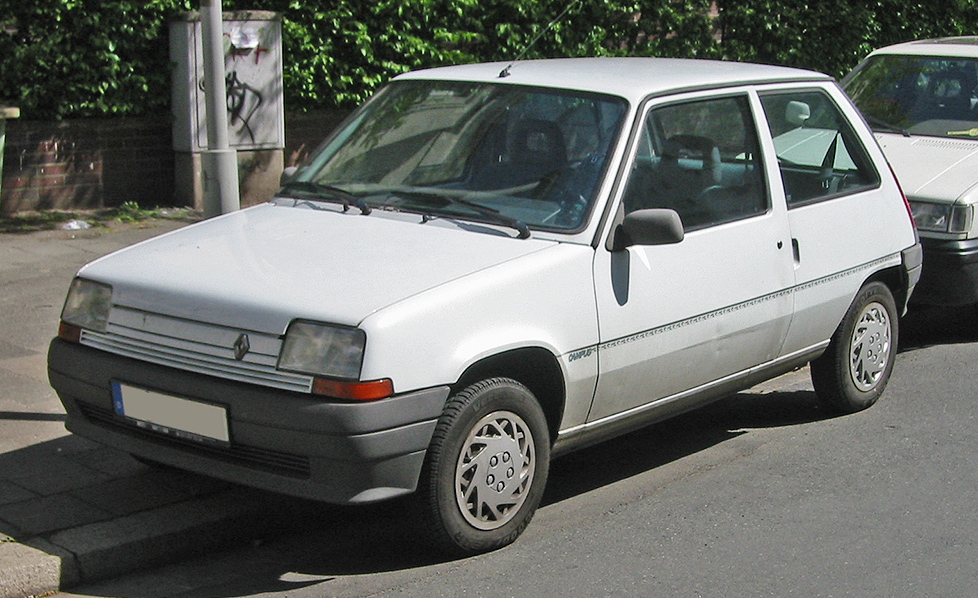
Après 1987 : calandre « fermée », logo côté gauche et bouclier avec spoiler
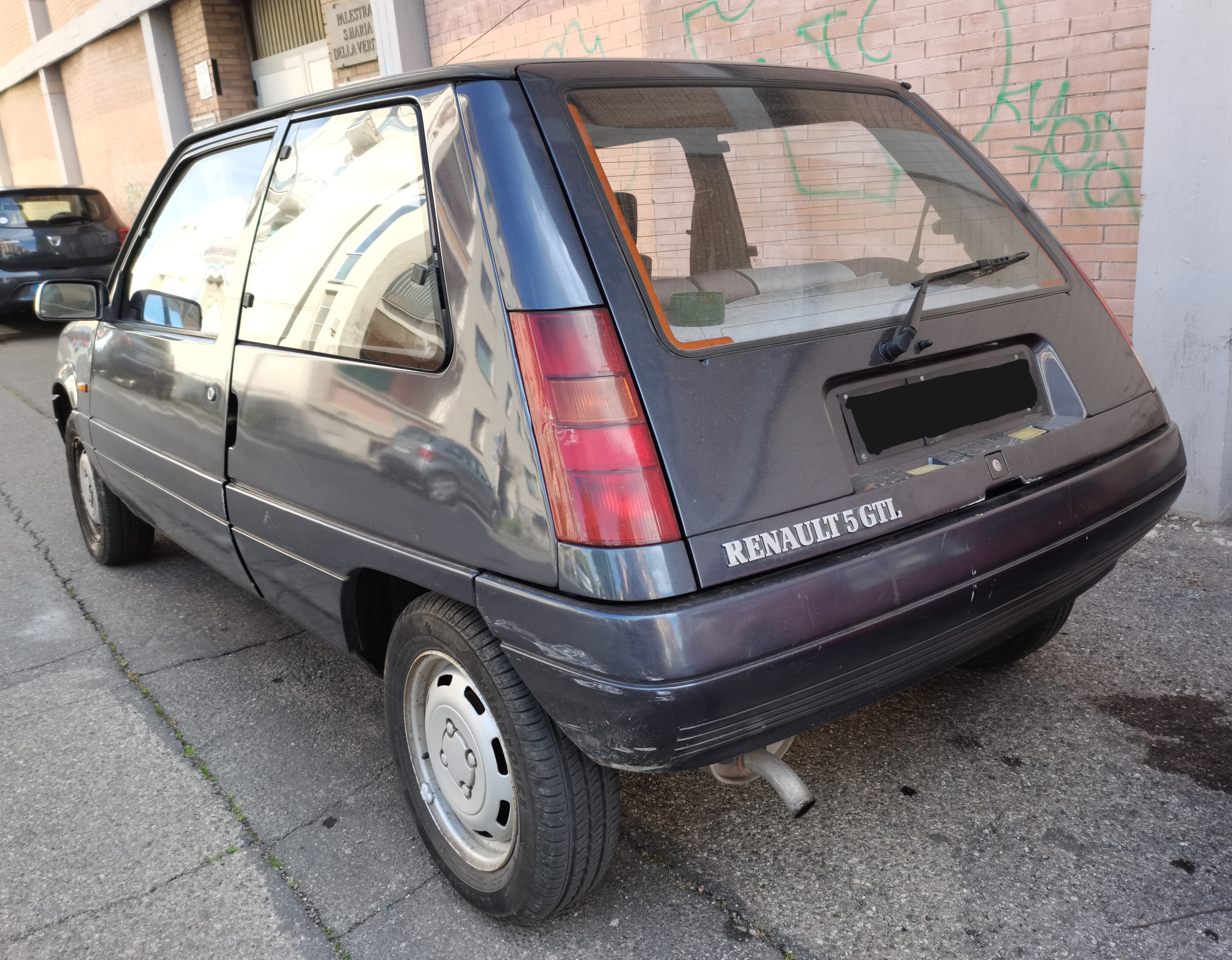
Avant 1987 : bouclier arrière sans spoiler
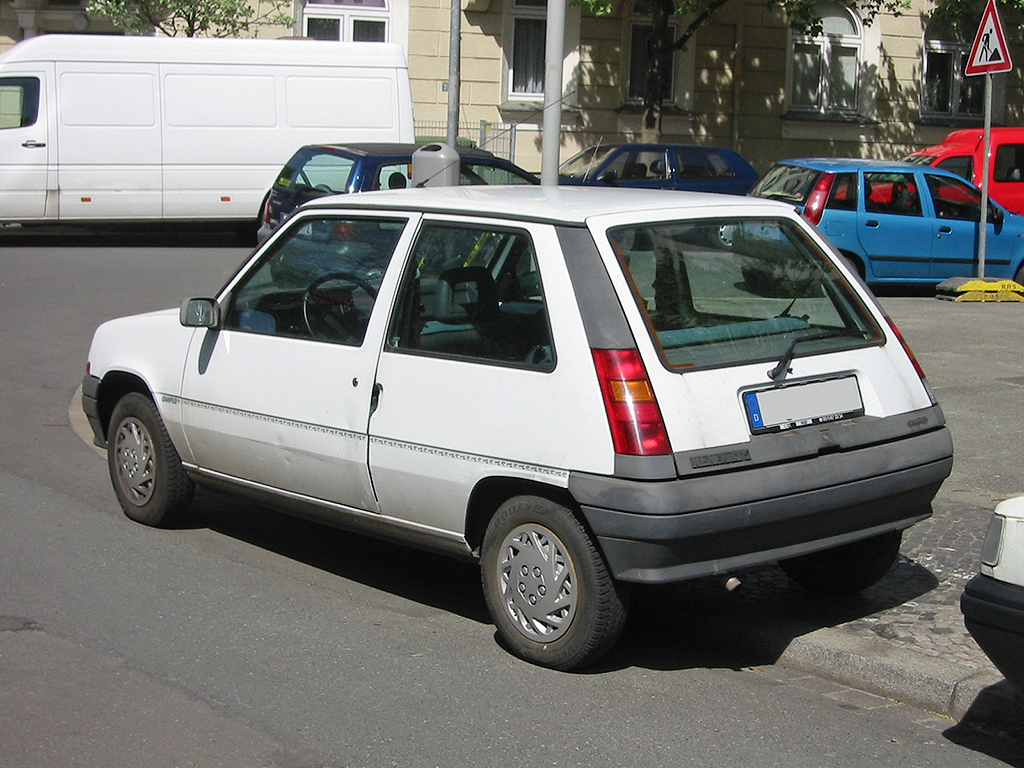
Après 1987 : bouclier arrière avec spoiler

## Divers
- Le 31 mars 1992, la dernière voiture à sortir de l'Île Seguin est une Supercinq. L'usine sera ensuite nettoyée puis démolie en 2005.

## Les Clubs
Malgré une très large diffusion et une image de « voiture à tout faire », la Renault SuperCinq a su traverser les années, en conservant ses formes attirantes et sa face attachante[réf. souhaitée].
Aujourd'hui encore (2025)[Quand ?], cette auto ne laisse pas tout le monde indifférent[réf. souhaitée]. Il existe désormais un club généraliste de Renault Supercinq, ainsi que des clubs spécialisés sur les modèles haut de gamme et sportifs (Supercinq GT Turbo par exemple).
Les activités du club Supercinq sont multiples, cela va de l'organisation de rassemblements à la tenue de stands lors de salons automobiles (Époqu'auto et World Series by Renault).
Jean Ragnotti, ancien pilote automobile, est le parrain officiel du Club Supercinq.